# Big Generator
| 전문가 평가                   | 전문가 평가 |
| 평가 점수                     | 평가 점수   |
| 출처                          | 점수        |
| ----------------------------- | ----------- |
| AllMusic                      | [ 1 ]       |
| The Rolling Stone Album Guide | [ 2 ]       |

《Big Generator》는 1987년 9월 21일, 앳코 레코드가 발매한 영국의 프로그레시브 록 밴드 예스의 열두 번째 스튜디오 음반이다. 그들의 이전 음반인 《90125》 (1983년)를 지원하기 위해 투어를 한 후, 예스는 밴드가 프로그레시브 록에서 팝 지향적이고 상업적으로 접근 가능한 방향으로 이동하는 것을 목격했고 1985년에 프로듀서 트레버 혼과 함께 후속 작업을 시작했다. 이 음반은 이탈리아의 카리마테에서 녹음이 시작되었지만, 내부적이고 창조적인 차이로 인해 혼은 계속되는 문제로 밴드와 함께 있는 시간을 마감한 런던에서 제작을 재개했다. 이 음반은 1987년 트레버 라빈과 프로듀서 폴 드빌리어스에 의해 로스앤젤레스에서 완성되었다.
《Big Generator》는 음악 평론가들로부터 엇갈린 평가를 받았고, 이 음반은 빌보드 200에서 15위, 영국 음반 차트에서 17위에 올랐다. 1988년 4월, 이 음반은 미국 음반 산업 협회로부터 미국에서 100만 장 판매로 플래티넘 인증을 받았다. 《90125》와 마찬가지로, 이 곡은 보컬과 함께 듀오 또는 그룹에 의해 그래미 어워드 최우수 록 공연 후보에 올랐다. 이 음반은 〈Love Will Find a Way〉와 〈Rhythm of Love〉라는 두 개의 싱글을 발매했다. 예스는 1987년 11월부터 1988년 4월까지 북미와 일본 투어를 하며 《Big Generator》를 지원했고, 그 후 존 앤더슨은 다시 그룹을 떠났다. 이 음반은 2009년 보너스 트랙과 함께 재발매되었다.

## 배경
1985년 2월, 존 앤더슨, 베이시스트 크리스 스콰이어, 키보디스트 토니 케이, 드러머 앨런 화이트, 기타리스트이자 보컬리스트 트레버 라빈의 예스 라인업은 그들의 열한 번째 스튜디오 음반 《90125》 (1983년)를 지원하기 위해 12개월간의 월드 투어를 마쳤다. 이 음반은 1970년대의 선구적인 프로그레시브 록 사운드에서 더 접근하기 쉽고 팝 지향적인 음악으로 이동하면서 그룹의 방향성에 상당한 변화를 기록했는데, 이는 음반의 대부분을 형성한 트레버 혼과 라빈의 데모 제작에 도움을 받았다. 《90125》는 그들의 첫 번째이자 유일한 미국 1위 싱글 〈Owner of a Lonely Heart〉에 힘입어 밴드의 가장 많이 팔린 음반이 되었다. 이 음반은 또한 〈Cinema〉로 최우수 록 연주상을 수상하면서 예스의 유일한 그래미 어워드를 수상했다.
1985년 8월, 캘리포니아주 할리우드에서 리허설이 시작되었고, 혼은 프로듀서로서의 역할을 재개했다. 라빈은 그들의 레이블인 앳코 레코드가 그에게 〈Owner of a Lonely Heart〉와 같은 또 다른 히트곡을 원한다고 알렸을 때 긴장하고 압박감을 느꼈지만, 그는 밴드의 과거에서 벗어나 성공과 상관없이 뭔가 다른 것을 하고 싶어했다. 앤더슨은 밴드와 새로운 음악의 "음악성"을 확장하기를 원했고, 현재 더 큰 팬층을 활용하여 이 음반을 위해 "더 모험적인" 노래를 시도하기를 원했다. 그러나 혼은 관심이 없었고, 곡들이 거의 완성될 때까지 앤더슨을 작곡 과정에서 격리시켰다. 앤더슨은 라빈에게 "스트라빈스키주의에 뛰어들어" 음악적 아이디어로 "미치도록" 격려하고 싶었기 때문에 "큰 실수"라고 말했다. 케이는 밴드가 선입견이 없었고, 라빈이 많은 곡들을 모았고, 그 중 많은 곡들이 이미 편곡되어 가사를 가지고 있었지만, 그가 그 곡들이 그룹의 노력이기를 원했기 때문에 그룹에 강요하지 않았다고 회상했다. 케이는 즉흥 연주에 기반한 노래에 거의 관심이 없었다.
이 음반의 제목은 이 밴드의 콘서트 영화인 《9012Live》 (1985년)에서 인용한 것에서 유래했다. 영화의 마지막 부분에서 색이 칠해진 부분 중 하나에서 배우들 중 한 명이 "그것은 큰 발전기의 리듬이다"라고 말하는 것이 그룹에 달라붙었다.

## 커버 아트
디자이너 게리 무아트(《90125》 작업)는 《클래식 록》과의 인터뷰에서 "존 앤더슨은 기본적으로 두루마리 그림을 구상했다"고 말했다. "그것은 당신이 학교에서 했을 수도 있는 것과 같았습니다. 나는 '나는 네가 어디서 왔는지 좋지만, 다른 생각은 어때?'라고 말했던 것을 기억한다 밴드는 모두 창문 밖을 내다보고 있었고, 눈을 마주치는 것을 피하고 존에게 립 서비스를 하도록 나를 남겨두었습니다."

## 곡 목록
| #  | 제목                   | 작사·작곡                                          | 재생 시간 |
| -- | ---------------------- | -------------------------------------------------- | --------- |
| 1. | 〈Rhythm of Love〉     | 토니 케이, 트레버 라빈, 존 앤더슨, 크리스 스콰이어 | 4:49      |
| 2. | 〈Big Generator〉      | 라빈, 케이, 앤더슨, 스콰이어, 앨런 화이트          | 4:31      |
| 3. | 〈Shoot High Aim Low〉 | 화이트, 케이, 라빈, 앤더슨, 스콰이어               | 6:59      |
| 4. | 〈Almost Like Love〉   | 케이, 라빈, 앤더슨, 스콰이어                       | 4:58      |

| #  | 제목                                          | 작사·작곡                            | 재생 시간 |
| -- | --------------------------------------------- | ------------------------------------ | --------- |
| 1. | 〈Love Will Find a Way〉                      | 라빈                                 | 4:48      |
| 2. | 〈Final Eyes〉                                | 라빈, 케이, 앤더슨, 스콰이어         | 6:20      |
| 3. | 〈I'm Running〉                               | 라빈, 스콰이어, 앤더슨, 케이, 화이트 | 7:34      |
| 4. | 〈Holy Lamb (Song for Harmonic Convergence)〉 | 앤더슨                               | 3:15      |

## 인증
| 국가                       | 인증     | 판매량/출하량 |
| -------------------------- | -------- | ------------- |
| 캐나다 (뮤직 캐나다)       | 플래티넘 | 100,000^      |
| 일본 (RIAJ)                | 골드     | 100,000       |
| 미국 (RIAA)                | 플래티넘 | 1,000,000^    |
| ^출하량을 기반으로 한 인증 |          |               |